# Geissanthus multiflorus
Geissanthus multiflorus är en viveväxtart som beskrevs av Carl Christian Mez. Geissanthus multiflorus ingår i släktet Geissanthus och familjen viveväxter. Inga underarter finns listade i Catalogue of Life.